# Underminded
Gli Underminded sono un gruppo musicale hardcore punk formatosi a San Diego, California.

## Storia
I membri fondatori del gruppo, Nick Martin e Matt Johnson, si conobbero mentre entrambi studiavano alla scuola cattolica, e decisero di formare la loro band nel 1999. Incoraggiati inizialmente a fare un tour dal cantante dei Buck-O-Nine Jon Pebsworth, nel 2004 pubblicarono l'album di debutto intitolato Hail Unamerican. In seguito alla pubblicazione dell'album, il gruppo ha suonato nel Vans Warped Tour 2004 per tutta la sua durata. Un secondo album studio prodotto da Paul Miner, Eleven Eleven, avrebbe dovuto essere pubblicato nel 2006, tuttavia la sua pubblicazione fu rimandata fino al 2007. Dopo la pubblicazione di Eleven Eleven, il gruppo suonò in tour con gruppi quali Chiodos, Scary Kids Scaring Kids, Emery e The Devil Wears Prada. Secondo delle indiscrezioni, un altro album sarebbe in lavorazione e dovrebbe essere pubblicato ancora nel 2010, tuttavia non è stato annunciato nulla di ufficiale.
Oltre agli Underminded, il cantante principale Nick Martin fa parte della band live di supporto dell'ex-cantante dei Chiodos Craig Owens. Inoltre, è membro del supergruppo Isles & Glaciers, ed ha suonato la chitarra per gli ormai sciolti Cinematic Sunrise. Ha suonato due volte come ospite nell'ultima pubblicazione dei Chiodos, ed è stato in tour con questi ultimi durante il Vans Warped Tour 2009. È stato annunciato come il primo dei due chitarristi della band "in proprio" di Craig Owen.
Tanner Wayne ha suonato come batterista di rimpiazzo per gli Scary Kids Scaring Kids e gli Underoath durante il Vans Warped Tour 2009. Attualmente suona la batteria per i Chiodos.

## Formazione

### Formazione attuale
- Nick Martin – voce, chitarra
- Matt "Yabbs" Johnson – chitarra, voce
- Brandon Caldwell – basso, voce
- Tanner Wayne – batteria (attualmente suona anche nei Chiodos)

### Ex componenti
- Matty O' Connell – chitarra (attualmente suona negli Unfeigned)
- Joe Mullen – batteria (attualmente suona negli Endless Hallway)
- Richie Ochoa – chitarra

## Discografia
Album in studio
- 2004 – Hail Unamerican! (Kung Fu Records)
- 2007 – Eleven:Eleven (Uprising Records)

EP
- 2003 – The Task of the Modern Educator